# エミル・コーンヴィグ
エミル・ネストヴェッド・コーンヴィグ (Emil Nestved Kornvig . 2000年4月28日 - )は、デンマーク・デンマーク首都地域コペンハーゲン出身のサッカー選手。セリエB・ASチッタデッラ所属。ポジションはMF。

## クラブ経歴
2016年にリンビーBKと契約。2019年にトップチームに昇格。同年11月3日のラナースFC戦でプロデビュー。2019-20シーズンは2試合の出場で終了。翌2020-21シーズンに出場機会が増え、同シーズンはリーグ戦22試合に出場した。
2021年7月26日、スペツィア・カルチョと契約し、2021-22シーズンはローン移籍でスナユスケ・フッボルトでプレーすることが発表。8月29日のヴィボーFF戦では、前半28分にプロ初ゴールを決めた。2022年9月1日、コゼンツァ・カルチョにローン移籍。
2023年8月1日、ASチッタデッラに移籍した。